# Acaulidae
Die Acaulidae sind eine ausschließlich im Meer lebende Familie der Hydrozoen (Hydrozoa) aus dem Stamm der Nesseltiere (Cnidaria). Es handelt sich um eine kleine Familie von vier oder fünf Arten in drei Gattungen, deren Vorkommen auf den Nordatlantik beschränkt ist.

## Merkmale
Die Vertreter dieser Gruppe haben nur ein festsitzendes Polypenstadium, das auch mobil sein kann, und kein freies Medusenstadium. Die Hydroidpolypen sind solitär (nicht koloniebildend), der Körper ist unterteilt in einen basalen und einen distalen Teil. Der basale Teil ist konisch bis zylindrisch und kann von einem gelatinösen Perisarc umgeben sein, das Filamente zum Verankern bilden kann. Auch ein reduzierter Hydrocaulus (Stiel oder Wurzel) oder eine Schleimabscheidung zum Verankern am Substrat kann vorkommen. Der distale Teil weist ein oder zwei Tentakelkränze auf. Die Tentakel sind mehr oder weniger deutlich capitat (kopfförmig). Der obere Teil des Hydranthen weist ein oder zwei Tentakelkränze um die Mundöffnung herum auf sowie einige vereinzelte Tentakel unterhalb dieser Tentakelkränze. Unterhalb der Kränze mit capitaten Tentakeln kann sich ein weiterer Tentakelkranz befinden, der dann fadenförmige (filiforme) Tentakel aufweist. Die Gonophoren im unteren und mittleren Teil des Hydranthen sind festsitzende Sporensäcke. Gelegentlich wird asexuelle Fortpflanzung durch Querteilung des Hydranthen beobachtet.

## Geographisches Vorkommen und Lebensraum
Die wenigen Arten der Familie leben im Nordatlantik und seinen Nebenmeeren (Mittelmeer, Ostsee), z. T. mobil im Lückensystem zwischen groben Schalenbruchstücken und im Schlamm, oder angeheftet an Sandkörner oder Schalenbruchstücke, in Tiefen von etwa 10 bis 300 m.

## Systematik
Der Familienname wurde 1924 von Charles MacLean Fraser als Acaulidae vorgeschlagen. Der korrekte Name dieser Familie wäre eigentlich Acaulididae, denn der Stamm von Acaulis ist Acaulid-. Allerdings haben alle Fraser folgenden Autoren immer diese Falschschreibung benutzt, sodass nach den Internationalen Regeln für die Zoologische Nomenklatur (Art.29.3.1.1) diese Schreibweise beizubehalten ist. Stand 2022 werden drei Gattungen zur Familie gestellt:
- Acaulis Stimpson, 1854
  - Acaulis primarius Stimpson, 1854
  - Acaulis rosea (Verrill, 1878) (unsichere Art (species inquirenda), möglicherweise ein Synonym von Candelabrum phrygium (Fabricius, 1780), Familie Candelabridae).
- Acauloides Bouillon, 1965
  - Acauloides ammisatum Bouillon, 1965
  - Acauloides ilonae (Brinckmann-Voss, 1966)
- Cryptohydra Thomas, Edwards & Higgins, 1995, mit der einzigen Art
  - Cryptohydra thieli Thomas, Edwards & Higgins, 1995